# Radstock
Radstock – miasto w Anglii, w hrabstwie ceremonialnym Somerset, w dystrykcie (unitary authority) Bath and North East Somerset. Leży 20 km na południowy wschód od centrum Bristol i 163 km na zachód od Londynu. W 2001 miasto liczyło 5275 mieszkańców.